# Anthericaceae
Las antericáceas (nombre científico Anthericaceae) formaban anteriormente una familia de plantas monocotiledóneas caracterizadas por ser hierbas rizomatosas con hojas en una roseta basal. La familia no fue reconocida por sistemas de clasificación modernos como el sistema de clasificación APG II del 2003 y el APWeb (2001 en adelante), que la incluyen en Agavaceae sobre la base de los análisis moleculares de ADN.
Los datos moleculares (Chase et al. 1995a, 2000, Rudall et al. 1997b) sostienen la inclusión de Anthericum, Chlorophytum y afines (usualmente ubicados en Anthericaceae), en un Agavaceae "en sentido amplio", que no es fácil de caracterizar.